# Agnieszka Kuciak
Agnieszka Kuciak (ur. 30 lipca 1970 w Szczecinie) – polska poetka, tłumaczka literatury pięknej, literaturoznawca, pracownik naukowy Uniwersytetu im. Adama Mickiewicza w Poznaniu.

## Życiorys
W latach 1989–1994 studiowała polonistykę na Uniwersytecie im. Adama Mickiewicza w Poznaniu. W 2000 obroniła pracę doktorską Dante romantyków (recepcja Boskiej Komedii u Mickiewicza, Słowackiego, Krasińskiego i Norwida) napisaną pod kierunkiem Zofii Trojanowiczowej. Pracowała w Zakładzie Literatury Romantyzmu na Uniwersytecie im. Adama Mickiewicza w Poznaniu, na stanowisku adiunkta.  W 2004 r. stypendystka La Fondazione Kristina Bronislava Przyiemska Sbranti w Pizie. Uczestniczyła w belgijskim projekcie „Poesieen ville de Brussel” (2005–2006).
Jest autorką nowego przekładu Boskiej Komedii Dantego. Wiersze i przekłady publikowała w „Zeszytach Literackich”, „Czasie Kultury”, „Kresach”, „Studium” i „Arkuszu”. Jej wiersze były tłumaczone na język angielski, rosyjski, niemiecki, słowacki, słoweński, flamandzki i francuski, ukazywały się także w antologiach poetyckich (m.in. Natalija Astafiewa, Polskije poetessy. Antologija, Wydawnictwo „Aletheia”, Petersburg 2002).
W 2001 została uhonorowana Medalem Młodej Sztuki w kategorii literatura, a za pracę doktorską Dante romantyków (recepcja Boskiej Komedii u Mickiewicza, Słowackiego, Krasińskiego i Norwida) otrzymała Nagrodę Prezesa Rady Ministrów. W 2002 została nagrodzona za tom Retardacja w kategorii debiut w Konkursie Literackim Polskiego Towarzystwa Wydawców Książek. Za przekład Piekła i Czyśćca Dantego otrzymała w 2004 nagrodę Stowarzyszenia Wydawców Katolickich Feniks  Za książkę Przygody kota Murmurando otrzymała w 2007 Nagrodę Polskiej Sekcji IBBY.

## Twórczość

### Publikacje własne
- Retardacja (poezje; „Zielona Sowa”, Studium Literacko-Artystyczne przy Instytucie Filologii Polskiej Uniwersytetu Jagiellońskiego 2001, ISBN 83-7220-254-0)
- Dante romantyków: recepcja Boskiej Komedii u Mickiewicza, Słowackiego, Krasińskiego i Norwida (Wydawnictwo Naukowe UAM 2003, ISBN 83-232-1240-6)
- Dalekie Kraje. Antologia poetów nieistniejących  (poezje; Znak 2005, ISBN 83-240-0569-2)
- Przygody kota Murmurando (wiersze i opowiadania dla dzieci; Prószyński i S-ka 2006, ISBN 83-7469-430-0)
- Animula Blandula (zbiór opowiadań; W drodze 2007, ISBN 978-83-7033-632-5)

### Przekłady
- Dante Alighieri, Piekło. Boskiej komedii część pierwsza (Klub Książki Katolickiej i Biblioteka Telgte, Poznań 2002, ISBN 83-88481-93-2; ISBN 83-915366-3-7)
- Paolo Gulisano, Tolkien: mit i łaska (W drodze 2002, ISBN 83-7033-449-0)
- Dante Alighieri, Czyściec. Boskiej komedii część druga (Klub Książki Katolickiej i Biblioteka Telgte, Poznań 2003, ISBN 83-91536-67-X; ISBN 83-88481-83-5)
- Pasquale Ionata, W poszukiwaniu harmonii. Jak osiągnąć równowagę pomiędzy instynktami a życiem duchowym (W drodze 2003, ISBN 83-7033-455-5)
- Francesco Petrarca, Sonety do Laury (wybór; Zielona Sowa 2003, ISBN 83-7389-467-5)
- Hieronim Savonarola, O miłości Jezusa i inne pisma (wstęp: Paweł Lisicki; W drodze 2003, ISBN 83-88481-20-7, ISBN 83-7033-485-7; De Agostini, we współpr. z Ediciones Altaya Polska 2004, ISBN 83-7316-105-8, ISBN 83-7316-000-0)
- Dante Alighieri, Raj. Boskiej Komedii część trzecia (Klub Książki Katolickiej i Biblioteka Telgte, Poznań 2004, ISBN 83-919240-3-3; ISBN 83-88481-71-1)
- Kalendarz Pirelli: 1964-2004 (Rebis 2005, ISBN 83-7301-769-0)
- Umberto Eco, Historia piękna (Rebis 2005, ISBN 83-7301-691-0 [2 wyd.])
- Eugenio Carmi, Umberto Eco, Trzy opowieści (Rebis 2005, ISBN 83-7301-777-1)